# María Luisa Castellanos
María Luisa Castellanos González (Llanes, 1892 - México, 1974) fue una escritora, periodista feminista sufragista.
Miembro de la generación del 14, fue reconocida en su tiempo y una de las primeras mujeres en estudiar en la universidad de Oviedo.

## Biografía
Llanisca con familia madrileña, María Luisa Castellanos era hija de Luis Castellanos, de ideas liberales. Fue procurador y dirigió el semanario El pueblo de Llanes entre 1908 y 1918. Su madre se llamaba Pilar González. Estudió el bachillerato mixto en Oviedo. Quiso estudiar Medicina, aunque finalmente estudió Derecho al ser la primera considerada una carrera «para hombres». Previamente había sido Dama enfermera de la Cruz roja. En su época universitaria se alojó en la Academia Ojanguren, en un ambiente literato y masculino.
No terminó sus estudios universitarios, ya que se casó en 1921 y emigró a México. En los años 30 volvió a España por enfermedad de su hijo. Abrió una escuela y escribió algunos artículos, como en la revista anarquista Mujeres libres. No se tienen muchos más datos sobre esta época. Se sabe que vuelve a México, donde vivió de la enseñanza y fundó su propio centro educativo. Allí militó en la Unión de Mujeres Españolas (UME por sus siglas).
Falleció en 1974.

## Pensamiento
Fue parte de la primera generación de feministas que se definieron como tales. Defendía la necesidad de la educación, la formación y el trabajo de las mujeres como herramienta para lograr su independencia. Mantuvo un discurso crítico con el amor romántico, los matrimonios de conveniencia, la figura de las damas de compañía o la violencia de género. Dejó ya establecida la relación entre esta y la desigualdad de las mujeres.
Castellanos defendió en México la constitución de asociaciones de mujeres que fueran a los puertos a recibir a las mujeres recién llegadas, que muchas veces acababan en situación de trata. Planteó estas cuestiones en la UME, donde se hablaba de la ausencia de derechos con que se encontraban las mujeres inmigrantes y propuso acciones para resolverlo.
Se preocupó también por la situación de las campesinas, la infancia y las obreras.

## Obra
- La leyenda de la Guía (1913)[1]
- El poema de la mariposa (1916)[1]
- Lulú la soñadora (1919)[1]
- La mujer antes, en la guerra y después (1919)[1]
- Baluarte de gracia (1963)[1]

## Legado
El gobierno del Principado de Asturias ha convocado en 2025 un premio literario con el nombre de María Luisa Castellanos creado para distinguir obras narrativas, líricas y teatrales que tengan como tema central el fenómeno migratorio. Está impulsado por la Dirección General de Emigración y pretende contribuir a la difusión de los fenómenos de la emigración y el retorno.
Sobre su figura versa la canción La llingua de los amantes, compuesta por Marta Elola. El tema se enmarca dentro del proyecto musical de Muyeres y el álbum Humanes, que rinde homenaje a la vida de mujeres asturianas relevantes.